# Lachówka Mała
Lachówka MałUn [pronunciación en polaco: /laˈxufka ˈmawa/] es un pueblo ubicado en el distrito administrativo de Gmina Zalesie, dentro del Distrito de Biała Podlaska, Voivodato de Lublin, en Polonia oriental. Se encuentra aproximadamente a 3 kilómetros al noreste de Zalesie, a 19 kilómetros al este de Białun Podlaska, y a 106 kilómetros al noreste de la capital regional Lublin.